# Curtea de Argeș bizánci és posztbizánci templomai

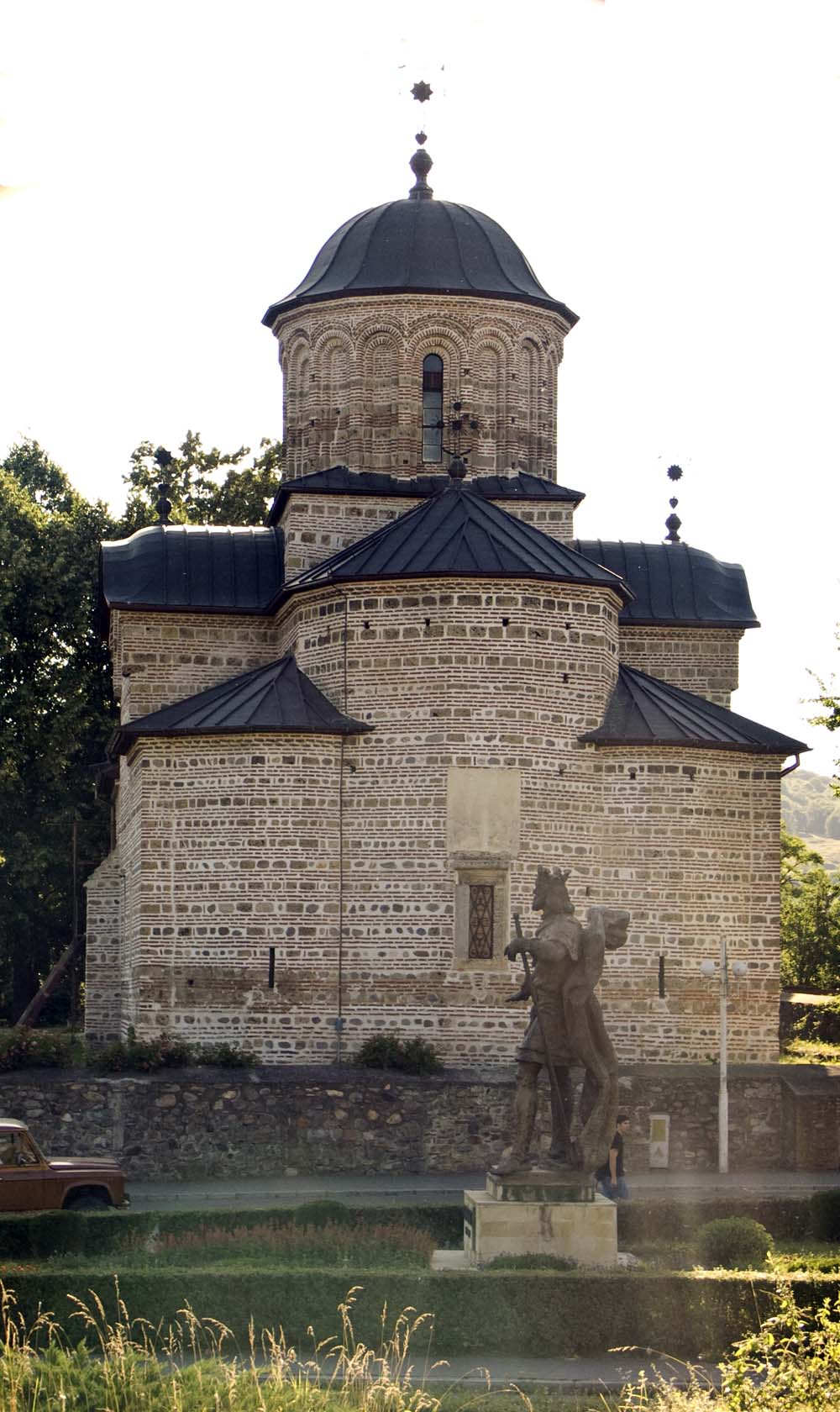
A fejedelmi templom

Curtea de Argeș bizánci és posztbizánci templomai gyűjtőnéven 1991-ben kerültek a világörökség javaslati listájára Curtea de Argeș 13. - 16. századi műemlékei. A romániai város egy ideig Havasalföld fejedelmi székhelye volt.
A Sân Nicoară-templom egy magas platón épült, valószínűleg az első fejedelmi udvarral egyidőben, a l4. század elején. Stílusa iskolapéldája a bizánci művészet balkáni átvételének. A kisméretű építmény alaprajza egy pronaoszra és naoszra osztott téglalap, amelyet keleti oldalról egy félkör alakú apszis zár le. 
A városközpontban találhatóak a fejedelmi udvar (Curtea Domneasca) maradványai. Az épületegyüttes valószínűleg a 13. századból származik, és 1340 körül újították fel. A szabálytalan négyszög alakú udvart kőfal kerítette. Az együttesből csak két fejedelmi épület pincéje maradt fenn. A fejedelmi templom helyén eredetileg egy 13. századi templom állt, helyette 1352-ben I. Basarab fejedelem új templomot alapított. Ez az egyedüli nagyszabású 14. századi havasalföldi vallási épület, amely napjainkig fennmaradt. Alaprajza a körbeírt görög kereszt alakzatnak a konstantinápolyi változata, amelyet keleten három apszis zár le. A lenyűgöző építmény pronaosza keskeny, és félhengeres boltív fedi, középen ellipszoid alakú kupolával. A négyzetes naosz ezzel szemben nagyon nagy, és boltívrendszere négy félhengerből áll, amelyek egyenlő szárú görög kereszt alakzatban vannak elrendezve. A boltozatot négy oszlop tartja a naosz közepén, amely felett egy torony magasodik. A falfestmények többnyire Vlaicu Vodă (1364-1366) idejéből származnak, de fellelhető néhány 18. századi freskó is. A templom hosszú ideig a havasalföldi fejedelmek temetkezőhelyéül is szolgált. 
A Curtea de Argeș-i kolostor Neagoe Basarab (1512-1517) alapítása. Jellemzője a széles naosz és a felette levő magas torony. A nyugati homlokzatot szintén tornyok díszítik. Itt található az alapító Neagoe Basarab, veje V. Radu, illetve I. Károly és I. Ferdinánd királyok sírja.

## Fordítás
- Ez a szócikk részben vagy egészben a Curtea de Argeş#Monumente című román Wikipédia-szócikk ezen változatának fordításán alapul.  Az eredeti cikk szerkesztőit annak laptörténete sorolja fel. Ez a jelzés csupán a megfogalmazás eredetét és a szerzői jogokat jelzi, nem szolgál a cikkben szereplő információk forrásmegjelöléseként.